# Museo Arqueológico de Argostoli
El Museo Arqueológico de Argostoli es un museo situado en la ciudad de Argostoli de la isla de Cefalonia, en el archipiélago de las islas Jónicas, Grecia.
El edificio del museo, que fue fundado en 1957, reemplazó un edificio anterior que había sido afectado por un terremoto que tuvo lugar en 1953. Otros terremotos que han tenido lugar en la isla han provocado diversos daños por lo que se hizo una rehabilitación del edificio que concluyó en el año 2000. Tras otro terremoto que tuvo lugar en 2014, el museo sufrió nuevamente daños, que provocaron el cierre del mismo.

## Colecciones
El museo contiene una colección de objetos de periodos comprendidos entre el periodo paleolítico y la época romana tardía procedentes de yacimientos arqueológicos de la isla de Cefalonia. 
Los objetos expuestos se distribuyen entre tres salas. En la sala I se exponen herramientas del paleolítico, objetos del neolítico que proceden principalmente de la cueva de Drákaina y objetos del Heládico Medio y del Heládico Tardío, entre los que destaca la cerámica. Estos proceden sobre todo de tumbas en Kokolata.
En la sala II se exponen hallazgos del periodo micénico procedentes de diversos lugares de la isla —Mazarakata, Tzanata, Lakitra, Cranios, Prokopata, Diakata, Metaxata, Kateliós, Asprogérakas, Mavrata y Kontogenada—, principalmente de tumbas. La cerámica de Lakitra pertenece principalmente al Heládico Tardío IIIC (1100/1090 - 1060/40 a. C.) Entre los hallazgos de Metaxata destaca la gran cantidad de cuchillos.
La sala III alberga objetos relacionados con las cuatro ciudades de la isla de la época clásica: Same, Cranios, Pronos y Pale. También son destacables varios hallazgos procedentes de Paliki, entre los que se hallan una hidria del siglo VIII a. C., una cabeza de mármol de un sileno y un jarrón en forma de cabeza de esclavo de la época romana. Otros objetos expuestos proceden de Kokolata, de Metaxata y de la necrópolis romana de Fiskardo.

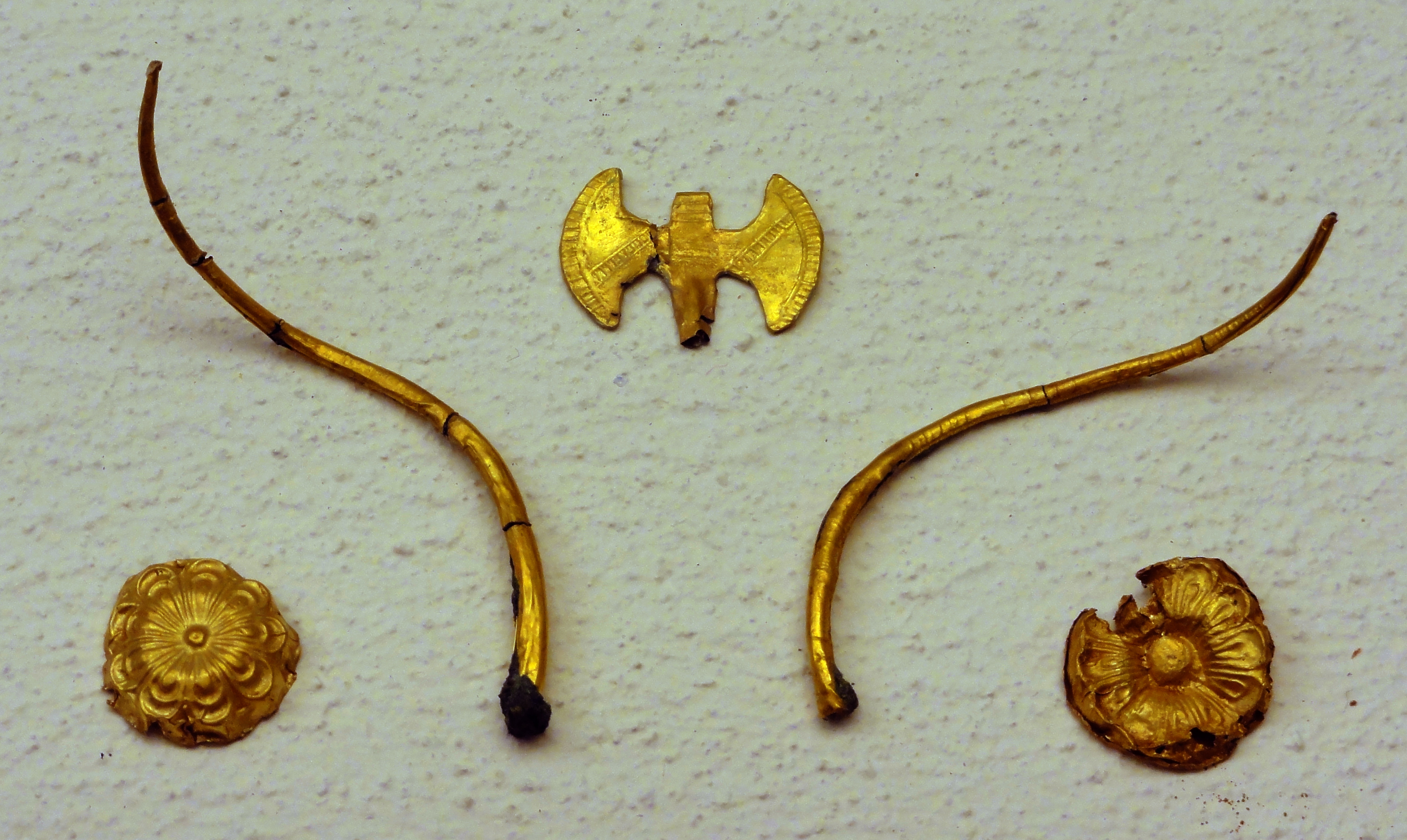
Objetos de oro de un tholos, entre los que se encuentra una doble hacha.
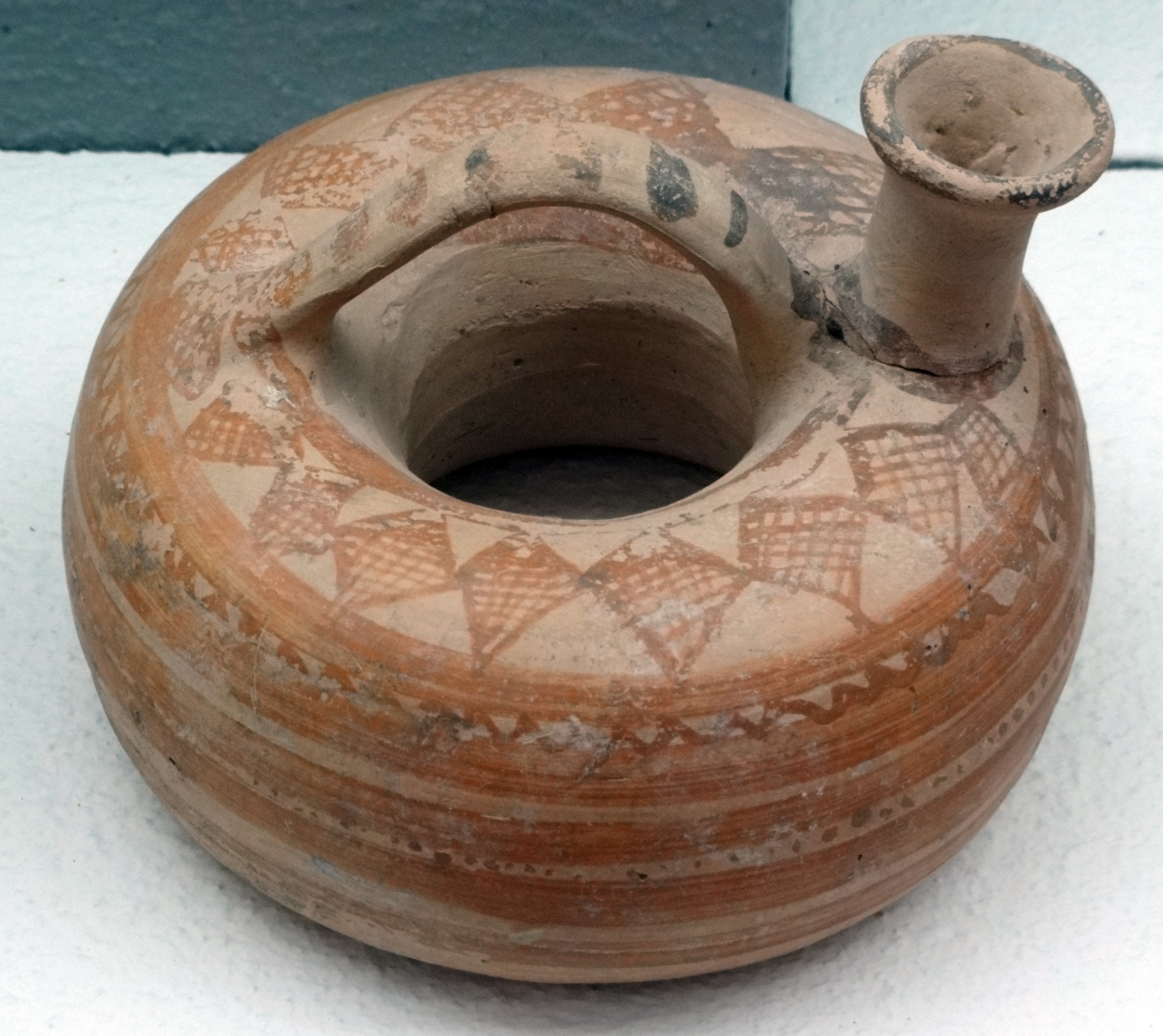
Pieza de cerámica circular del periodo micénico.
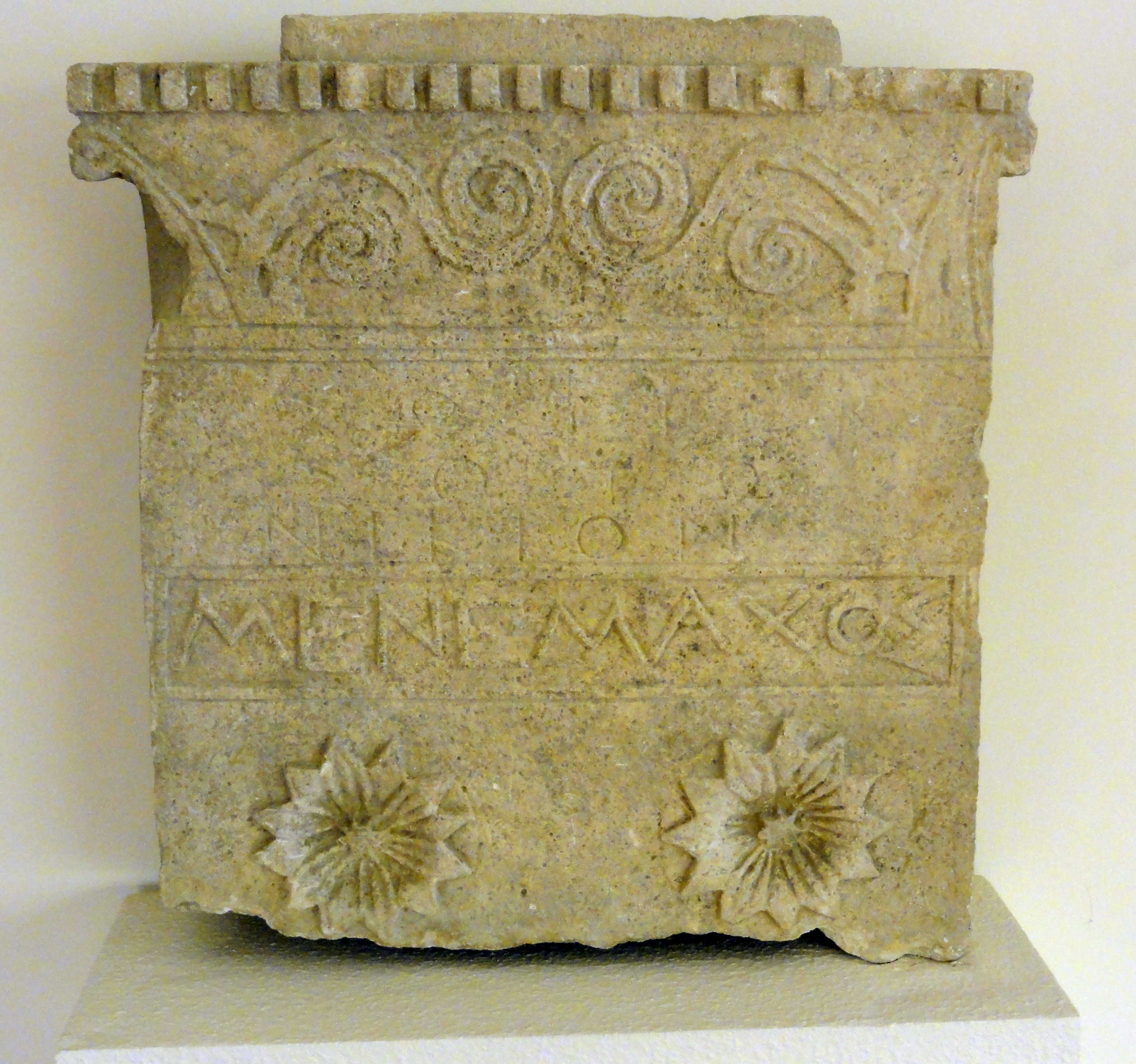
Estela funeraria del siglo III a. C.
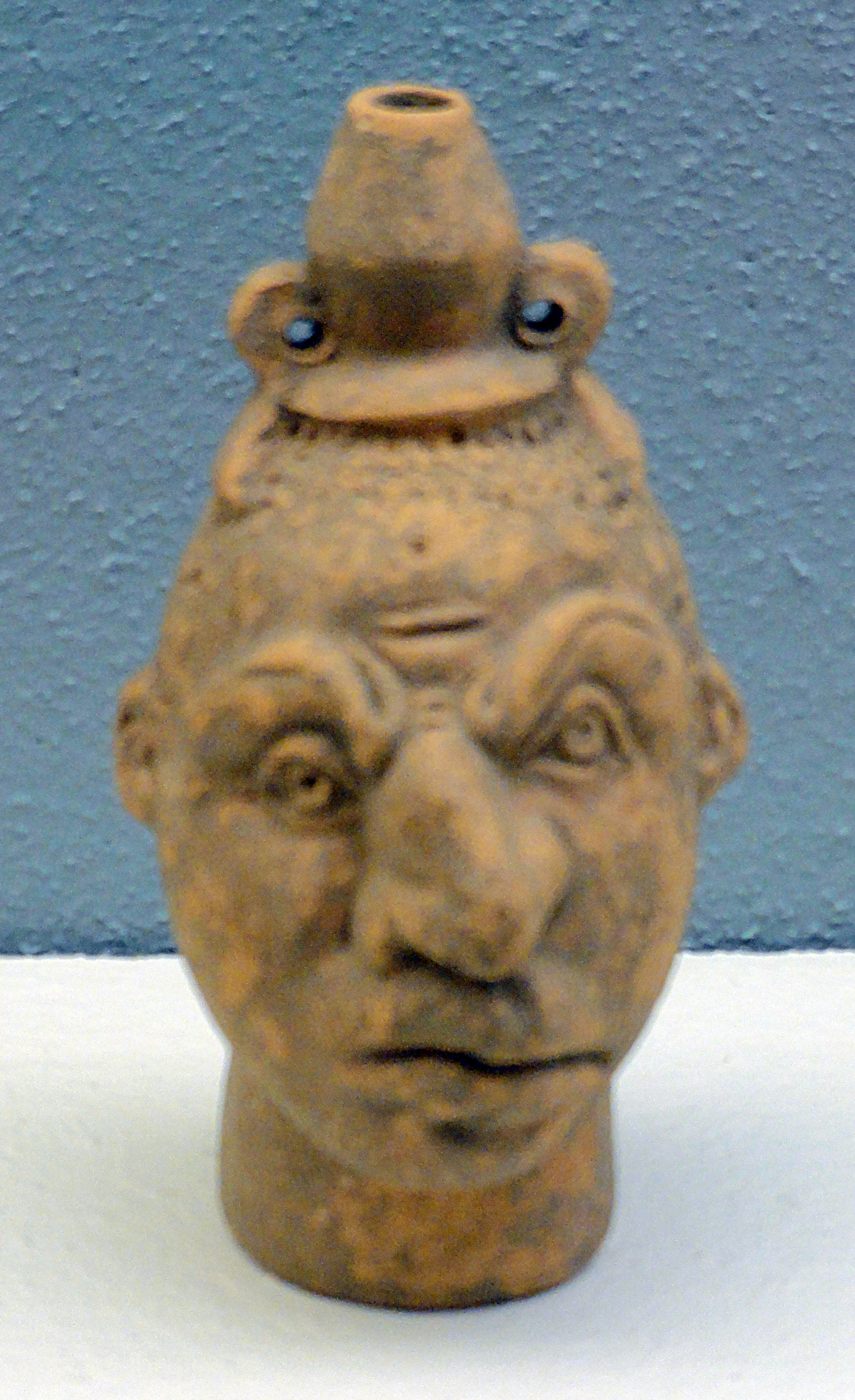
Jarrón con forma de cabeza de esclavo de época romana.